# Carlos García Badías
Carlos García Badías est un footballeur espagnol, né le 29 avril 1984 à Barcelone en Espagne. Il évolue actuellement en Israël au Maccabi Tel-Aviv au poste de défenseur.

## Palmarès
- Espagne
  - 2001: Vainqueur du Championnat d'Europe des moins de 17 ans
  - 2005: Vainqueur des Jeux méditerranéens

- Maccabi Tel-Aviv
  - 2013 et 2014 : Championnat d'Israël